# Synallaxe rayadito
Aphrastura spinicauda
Espèce
Statut de conservation UICN

 LC  : Préoccupation mineure
Le Synallaxe rayadito (Aphrastura spinicauda) est une espèce de passereaux appartenant à la famille des Furnariidae. On l'observe depuis le parc national Bosques de Fray Jorge jusqu'à celui de Tierra del Fuego.

## Répartition et sous-espèces
Selon la classification de référence du Congrès ornithologique international (15.1, 2025) :
- A. s. spinicauda (Gmelin, 1789) — de la baie de Tongoy (en) à l'île des États ;
- A. s. bullocki Chapman, 1934 — île Mocha ;
- A. s. fulva Angelini, 1905 — archipel de Chiloé ;
- A. s. subantarctica Rozzi et al., 2022 — îles Diego Ramirez.